# Силачёв, Николай Михайлович
Николай Михайлович Силачёв — русский старообрядческий иконописец.
Работал во второй половине XIX в., 
стилистически работы Силачёва ориентированы на «монументальное» направление в искусстве XVII в., противоположное Строгановской школе.
Упоминается Лесковым.
В некрологе Рачейскову 1886 года Лесков называл Силачёва уже умершим,

благодаря этому можно определить приблизительное время смерти Силачёва.

## Произведения
- Несколько его работ находились в коллекции К. К. Егорова.
- Подписная прорись Силачёва хранилась в собрании И. Н. Заволоко.
- В личном архиве Г. Е. Фролова имеется документ с именем и печатью Силачёва.
- Икона «Св. Иоанн Богослов в молчании». Вторая половина XIX в. Москва. 27,3 х 23,7 х 1,7 см. Частное собрание. Под верхней шпонкой надпись красной краской, стилизованным шрифтом: «ПИСМА. Н. СИЛАЧЕВА».